# Iarmakî, Mirhorod
Iarmakî (în ucraineană Ярмаки) este localitatea de reședință a comunei Iarmakî din raionul Mirhorod, regiunea Poltava, Ucraina. În secolul al XIX-lea, satul făcea parte din volostul Kîbînți, uezdul Mirhorod.

## Demografie
Componența lingvistică a localității Iarmakî
     Ucraineană (96,29%)
     Rusă (3,47%)
     Alte limbi (0,25%)
Conform recensământului din 2001, majoritatea populației localității Iarmakî era vorbitoare de ucraineană (96,29%), existând în minoritate și vorbitori de rusă (3,47%).